# إيلي (آخرنا)
إيلي شخصية خيالية في لعبة ذا لاست أوف أس عام 2013، وبطله الجزء القادم The Last of Us Part II . في الجزء الأول، تم تكليف شخصية جول بمرافقة ايلي عبر الولايات المتحدة بعد نهاية العالم في محاولة لإنشاء علاج محتمل للعدوى التي تكون ايلي محصنة ضدها. تم تأديتها بواسطة آشلي جونسون، التي قدمت أيضًا التقاط الحركة للشخصية. بينما يتحكم اللاعبون لفترة وجيزة في اللعب بإيلي لجزء من اللعبة، فإن الذكاء الاصطناعي للكمبيوتر يتحكم بشكل أساسي في تصرفاتها، وغالبًا ما تساعد في القتال عن طريق مهاجمة الأعداء أو تحديد هويتهم. عادت إيلي إلى الظهور كشخصية قابلة للعب في حملة prequel للمحتوى القابل للتنزيل، The Last of Us: Left Behind ، حيث تمضي بعض الوقت مع صديقتها رايلي. وإيلي هي الشخصية الرئيسية في باقة الكتاب الهزلي، The Last of Us: American Dreams ، حيث تقيم صداقة مع رايلي وأول لقاء لها مع مجموعة Fireflies المتمردة.
تم إنشاء ايلي بواسطة نيل دراكمان، المدير الإبداعي والكاتب في The Last of Us . ابتكرها Druckmann كشخصية أنثوية قوية لها علاقة وثيقة مع جول؛ خلال تطوير اللعبة، كانت العلاقة بين ايلي وجول هي محور التركيز، حيث تم تطوير جميع العناصر الأخرى من حولها. ألهمت جونسون جوانب شخصية إيلي، مما دفع درامان لجعلها أكثر نشاطًا في قتال الأعداء العدائيين. كما أعادت Naughty Dog تصميم مظهرها أثناء تطوير اللعبة لتشبه جونسون بشكل أوثق.
استقبل النقاد الشخصية بشكل جيد، حيث كانت علاقة إيلي مع جول موضوع الثناء في أغلب الأحيان. كما تم الثناء على قوة وتعقيد شخصيتها وتغيير الصورة النمطيه للفتاة في وقت المحن. ودفع دور ايلي في Left behind بعض التعليقات الاجتماعيه في مرحلة التطوير، مع تغطية تركز على مشاهد مثلية. كل من شخصية ايلي وأداء جونسون حصلا على العديد من الجوائز والترشيحات،

## تصميم الشخصيات

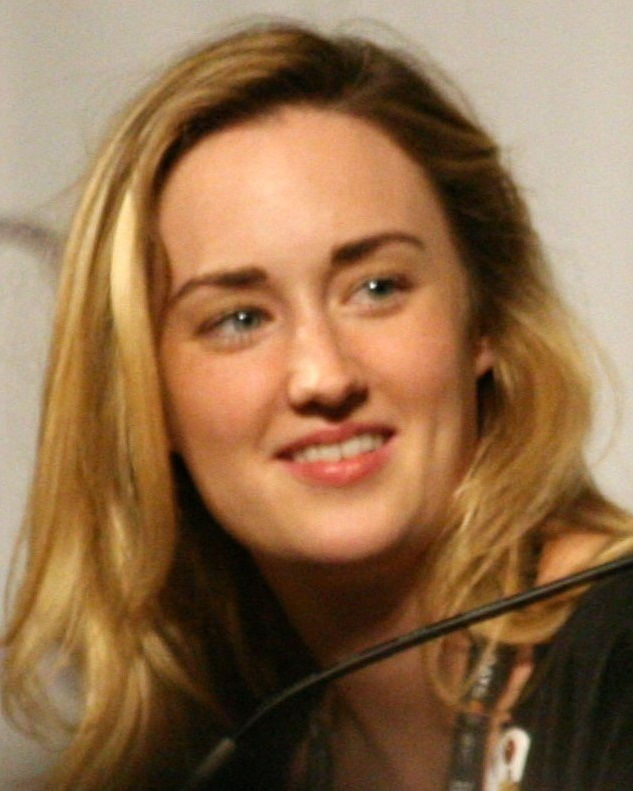
صورة الممثلة الامريكيه اشلي جونسون من لعبة The Last of Us.

صمم المخرج الإبداعي نيل دراكمان إيلي كنظير لجول، الشخصية الرئيسية في اللعبة.  كانت تهدف أيضًا إلى إظهار امكانية إنشاء ترابط شخصية بالكامل من خلال اللعب. وصف Druckmann اللعبة بأنها قصة بلوغ الرشد بالنسبة لإيلي، والتي تتبنى فيها صفات الناجية.  تم اختيار آشلي جونسون لتصوير إيلي في لعبة The Last of Us بعد وقت قصير من اختبار ادائها.  شعر فريق التطوير أنها مناسبة للدور، خاصةً عندما تؤدي مع تروي بيكر، الذي يؤدي دور جول. قدمت جونسون مساهمات مهمة في تطوير شخصية إيلي ولقد أقنعت دراكمان بمنح إيلي شخصية أكثر استقلالية، وجعلها أكثر نجاحًا في القتال.  كإيلي، تم تسجيل أداء جونسون في الغالب باستخدام تقنية التقاط الحركة التي أنتجت حوالي 85 ٪ من الرسوم المتحركة للعبة. تم تسجيل العناصر الصوتية المتبقية في وقت لاحق في الاستوديو.  عند تصوير إيلي، كانت جونسون في بعض الأحيان غير مرتاحه أثناء أداء مشاهد «مزعجة». ومع ذلك، كانت متحمسة للعب هذا الدور، الذي شعرت أنه كان مثالًا نادرًا لشخصية نسائيه قويه في العاب الفيديو.
شعر فريق التطوير أن تأسيس المظهر الجسدي لـ ايلي كان «حرجًا». شعروا أنها بحاجة إلى الظهور بمظهر شاب كافٍ لجعل علاقتها مع جول - الذي هو في الأربعينيات من عمره  أمرًا معقولًا، ولكنه كبير السن بما يكفي ليكون موثوقًا لدى المراهقة القادرة على النجاة. تم الإعلان عن إعادة تصميم المظهر الجسدي لـ Ellie في مايو 2012 ؛ ذكر Druckmann أن التغيير كان لجعلها تبدو وكأنها جونسون.  قبل إعادة التصميم أجريت مقارنات بين إيلي والممثلة إلين بيج. في يونيو 2013، اتهمت Page Naughty Dog بـ «تمزيق شبهها».  شعر الفريق أن إيلي كانت مهمه لتسويق اللعبة؛ قال Druckmann إنه عندما طُلب ازالة صورة ايلي من الجزء الأمامي من عبوة اللعبة إلى الخلف «كل شخص في Naughty Dog رفض ذلك»

## سمات
الناجية البالغة من العمر أربعة عشر عامًا، "إيلي" تنضج بعد سنوات من عمرها "كنتيجة لظروف بيئتها. تتميز إيلي بأنها "قوية، بارعة، وقاسية بعض الشيء."  تتضاعف صدمتها العاطفية بعد لقائها مع ديفيد.   بعد أن فقدت الكثير من الناس في حياتها، فإنها تعاني من خوف شديد وذنب النجاة.  مما أدى إلى أن أصبحت شخصًا شديد الصلابة؛ تستخدم العنف دون تردد    وتشتم كثيرًا.  تشعر إيلي أيضًا بأنها لا قيمة لها وأن حياتها عبئًا ووفاتها ستكون مفيدة للآخرين.  في حين أنها تظهر المبادرة فهي ليست بارعة في النجاة مثل جول، كونها متهورة وساذجة إلى حد ما   وغير قادرة على السباحة.  على الرغم من ذلك، فإنها تظهر مرونة جسدية كبيرة وقوة عاطفية وخوف تام، كما يتضح من قدرتها على الاعتناء بنفسها وبجول عندما يُصاب بجروح خطيرة. وهي مستمرة في مواجهة العديد من المواقف الصعبة التي غالباً ما تمر بها خلال رحلاتها.  
تتميز إضافة Left Behind بمشهد تقوم فيه إيلي بتقبيل صديقتها رايلي، مما يوحي بأنها إما مثلية الجنس أو الشاذين. بعد إصدار اللعبة، قال Druckmann إنه كتب إيلي كشخصية مثليّة، على الرغم من أنه فضّل ترك موضوع حياتها الجنسية للاعبين ليقرروه. 

## ظهور
أُجبرت والدة إيلي على التخلي عنها بعد وقت قصير من ولادتها، ونشأت في البداية عندمارلين، التي كانت صديقة لأم إيلي. التحقت بعد ذلك بمدرسة عسكرية داخلية في منطقة الحجر الصحي في بوسطن، حيث أصبحت صديقة لرايلي أبيل زميلة متمردة تحميها من التنمر، كما هو موضح في سلسلة الكتب المصورة The Last of Us: American Dreams. خلال أحداث Left Behind ، التي تحدث قبل عدة أسابيع من بداية The Last of Us ، عادت Riley إلى Ellie بعد غياب طويل وأخبرتها بأنها قد انضمت إلى Fireflies ، وهي مجموعة ميليشيا ثورية. بينما يقضيان بعض الوقت معًا في مركز تجاري مهجور بالقرب من منطقة الحجر الصحي، تكشف Riley أنها على وشك أن يتم ارسالها إلى مدينة أخرى وتؤيدها ايلي لقراراتها بتردد. تخلت رايلي عن قلادة Firefly عندما توسلتها إيلي بالبقاء. ردا على ذلك، قبلت ايلي رايلي بتهور واستجابت رايلي ذلك بسعادة. يظهرون المصابون على إيلي ورايلي حاولتا الهرب، لكنهم يٌعضون بالنهاية. قررت ايلي ورايلي الانتحار لكنهما يختاران قضاء ساعاتهما الأخيرة معًا.  ومع ذلك، فإن إيلي تنجو من الإصابة وتطلب المساعدة من مارلين قائدة اليراعات. توافق مارلين على مرافقة إيلي وهي تحاول إيجاد علاج بفضل مناعتها للاصابه. أصيبت مارلين لاحقًا في وقت مبكر من اللعبة، وكلفت جول بمهمة حراسة إيلي. 
إيلي تنزعج في البداية من فظاظة جول ثم تبدأ ايلي بتعلق قوي به. وعندما علمت ايلي أن جول يعتزم تركها مع شقيقه تومي والعودة إلى بوسطن، تهرب. واجهته لاحقًا مطالبةً بعدم التخلي عنها. هذا قوى من الترابط بينهما ثم واصلوا رحلتهم. بعد أن واجهت صدمه مؤلمة في فصل الشتاء عندما تعرضت ايلي لقرابة الاغتصاب والقتل على أيدي مجموعة من أكلة لحوم البشر وزعيمهم ديفيد أصبحت منطويه. عندما يُوصلُها جول أخيرًا إلى اليراعات يكتشف أن إيلي تحتاج إلى عملية لإزالة سلالة طفرة كورديسيبس الفطرية التي تنمو على دماغها، والتي يمكن استخدامها لإنشاء لقاح؛ العملية ستقتلها على الأرجح. أثناء استعدادها لإجراء العملية الجراحية، يقتل جول مارلين والفايرفلايز، ويشق طريقه إلى غرفة العمليات ويحمل إيلي إلى بر الأمان.  ولأنها كانت غير واعية خلال المعركة، إيلي ليست على علم بما حدث أثناء مغادرتهم المستشفى يكذب جول حول الأحداث ويخبرها أن اليراعات عثرت على العديد من الموضوعات الأخرى وتوقفت عن البحث عن علاج.  عندما تواجهه إيلي فيما بعد حول هذا الموضوع وتصف ذنب نجاتها وتصر بمعرفة الحقيقة، يطمئنها جول بأنه يقول الحقيقة وتجيب «حسنا». ي
في حدث تجربة PlayStation في ديسمبر 2016، تم الإعلان عن تكملة بعنوان The Last of Us Part II في مرحلة التطوير المبكر.   يكشف المقطع الأول للعبة عن عودة Ellie و Joel. تدور الأحداث بعد حوالي خمس سنوات من الجزء الأول. تم تأكيد ان إيلي سيكون عمرها 19 عامًا خلال الجزء الثاني وأنها الشخصية الرئيسية القابلة للعب.  ستصدر اللعبة بتاريخ 29 مايو 2020.